# Аністратов Віктор Петрович
Віктор Петрович Аністратов (3 квітня 1949, Пінськ) — радянський футболіст, що грав на позиції нападника. Відомий за виступами у низці українських клубів класу «Б» та «А», а також другої та першої ліг. Чемпіон УРСР 1972 року.

## Клубна кар'єра
Віктор Аністратов народився в Пінську, а розпочав займатися футболом у Бердичеві. У дорослому футболі дебютував у 1968 році в команді другої групи класу «А» «Локомотив» з Вінниці, проте ще до закінчення сезону повернувся до Бердичева, де до кінця 1969 року грав у складі команди класу «Б» «Прогрес». У 1970 році Аністратов став гравцем команди другої групи класу «А» СКА (Львів), яка з наступного року розпочала виступи в новоствореній другій лізі.
У 1972 році Віктор Аністратов став гравцем команди другої ліги «Спартак» з Івано-Франківська, й вже цього ж року став у складі івано-франківської команди переможцем зонального турніру другої ліги, що на той час вважався чемпіонатом УРСР, і у перехідних матчах проти ризької «Даугави» івано-франківці здобули путівку до першої ліги. У 1973—1974 роках Аністратов грав у складі «Спартака» вже у першій лізі. На початку 1975 року футболіст стає гравцем команди другої ліги «Авангард» з Рівного, в складі якої грав до кінця 1976 року, після чого завершив виступи в командах майстрів.

## Досягнення
- Переможець Чемпіонату УРСР з футболу 1972, що проводився у рамках турніру в першій зоні другої ліги СРСР.